# Csézy
Csézy, vlastním jménem Erzsébet Csézi (* 9. říjen 1979 Mezőkövesd, Borsod-Abaúj-Zemplén, Maďarsko) je maďarská popová zpěvačka.
Dne 8. února 2008 byla vybrána prostřednictvím maďarského národního výběru Eurovíziós Dalverseny 2008 jako reprezentant Maďarska na Eurovision Song Contest 2008 v Bělehradě s písní Szívverés (Tlukot srdce). Skončila poslední v druhém semifinále 22. května s pouhými šesti body. Píseň Szívverés napsal Viktor Rakonczai, který se Eurovize zúčastnil v roce 1997 jako člen skupiny V.I.P.
Také vystudovala univerzitu v Miskolci.

## Diskografie

### Studiová alba
- Szívverés (2007)[1] — # 9
- Csak egy nő (2009)[2]

### Singly
- Szívverés/Candlelight (Szívverés)
- Általad vagyok (Szívverés) — # 24
- Csak egy nő (Csak egy nő)

## Galerie

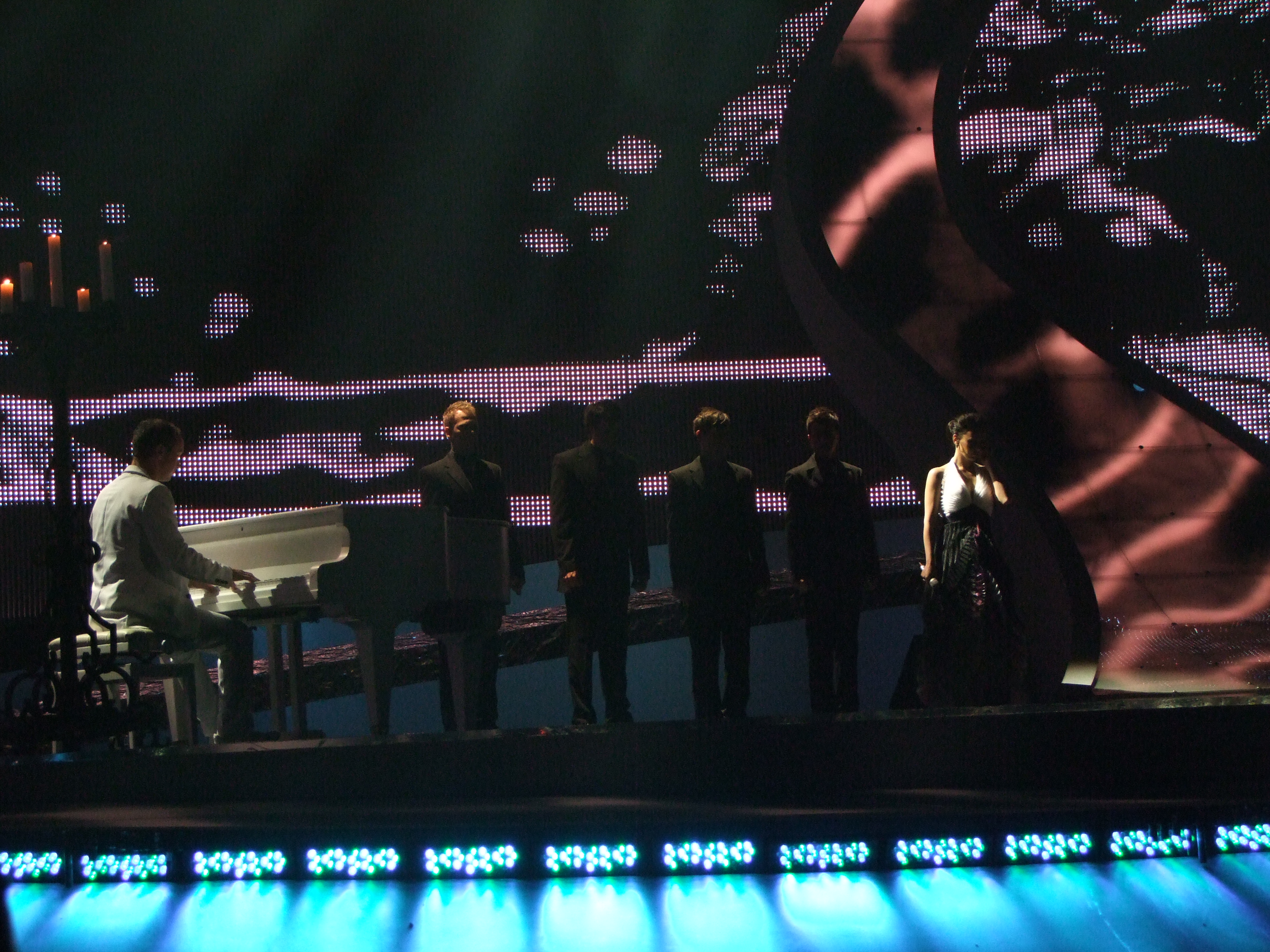
Csézy reprezentuje Maďarsko na Eurovision Song Contest 2008 v Bělehradě s písní Szívverés
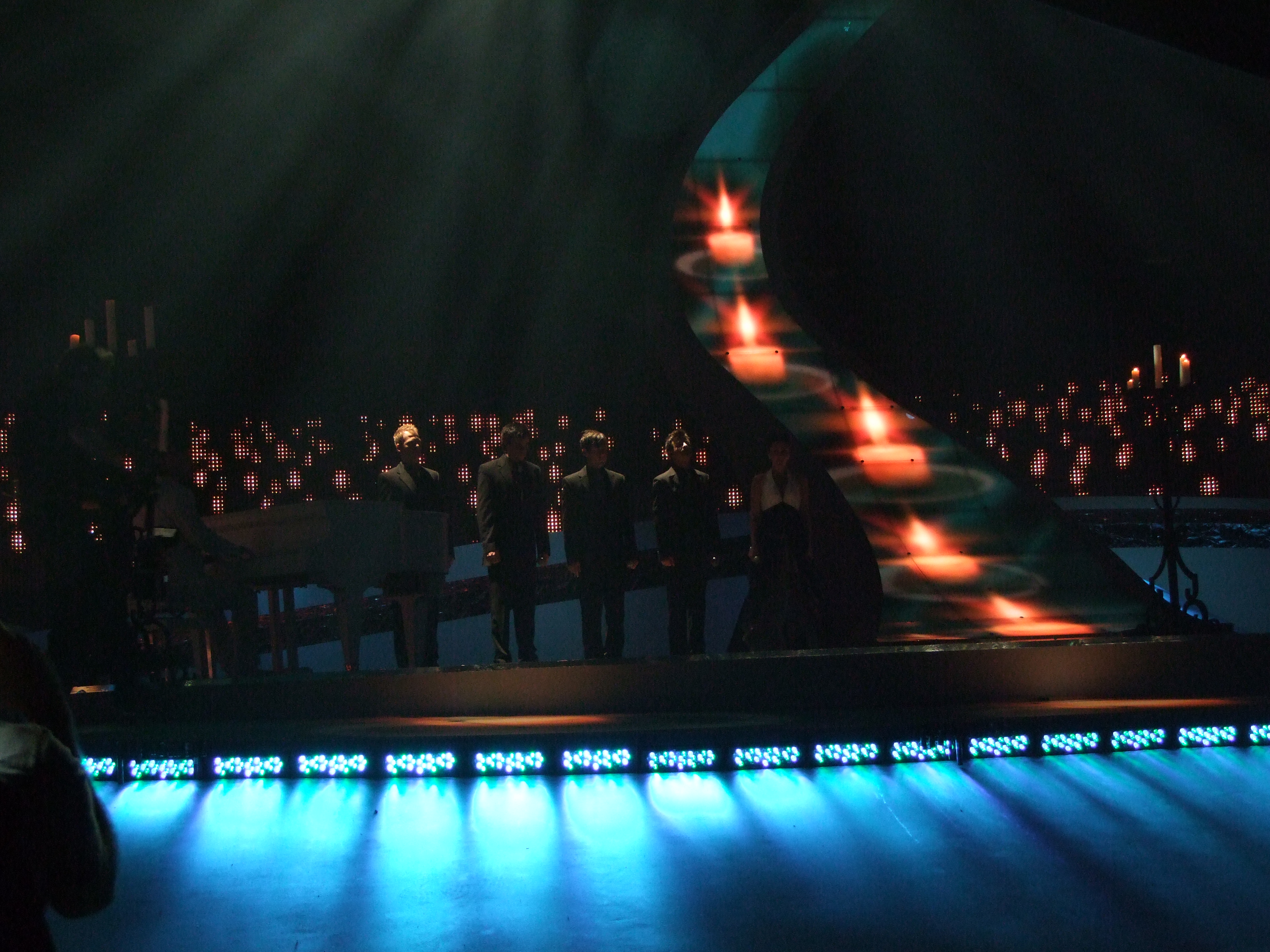
Csézy reprezentuje Maďarsko na Eurovision Song Contest 2008 v Bělehradě s písní Szívverés
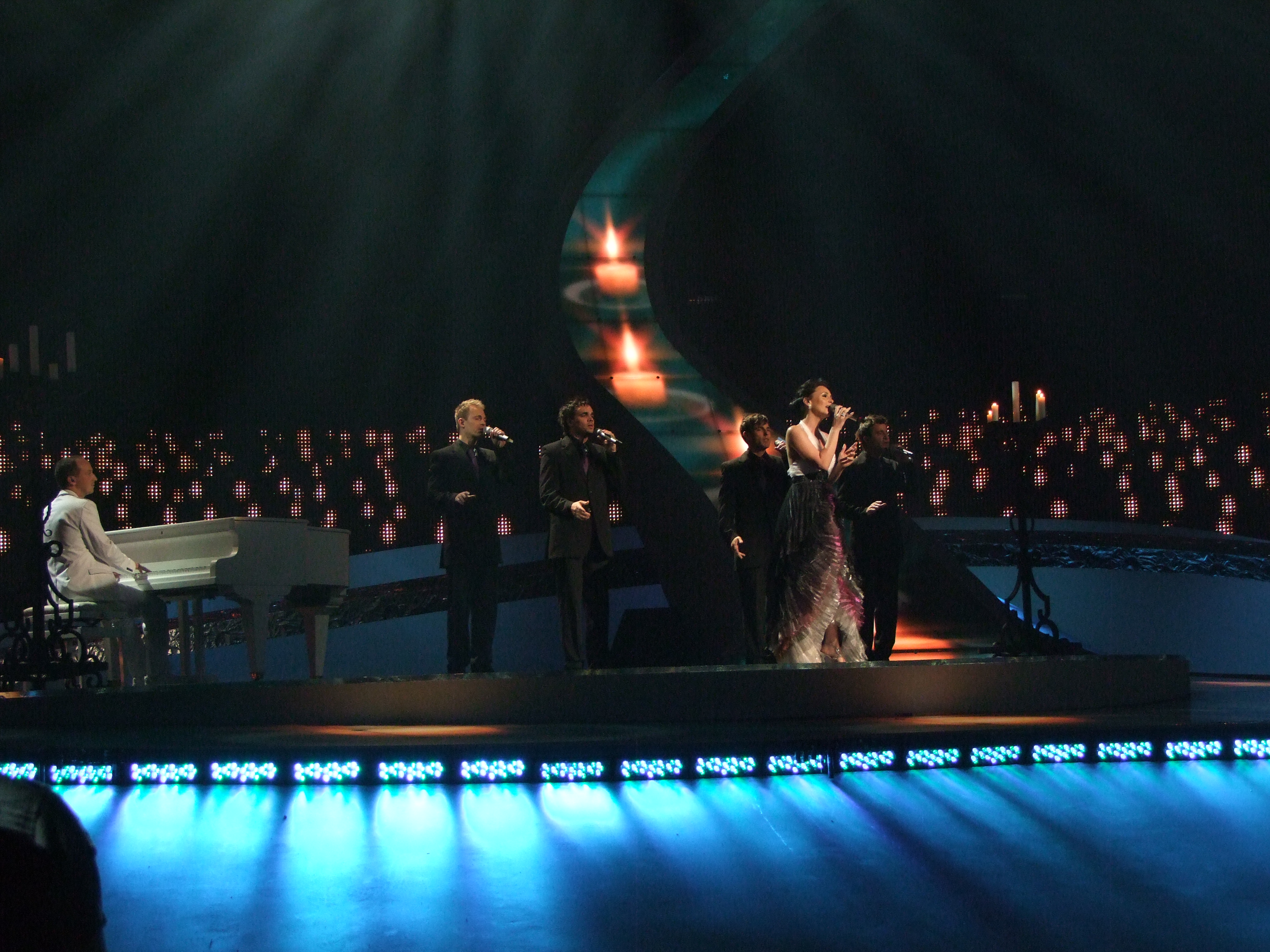
Csézy reprezentuje Maďarsko na Eurovision Song Contest 2008 v Bělehradě s písní Szívverés
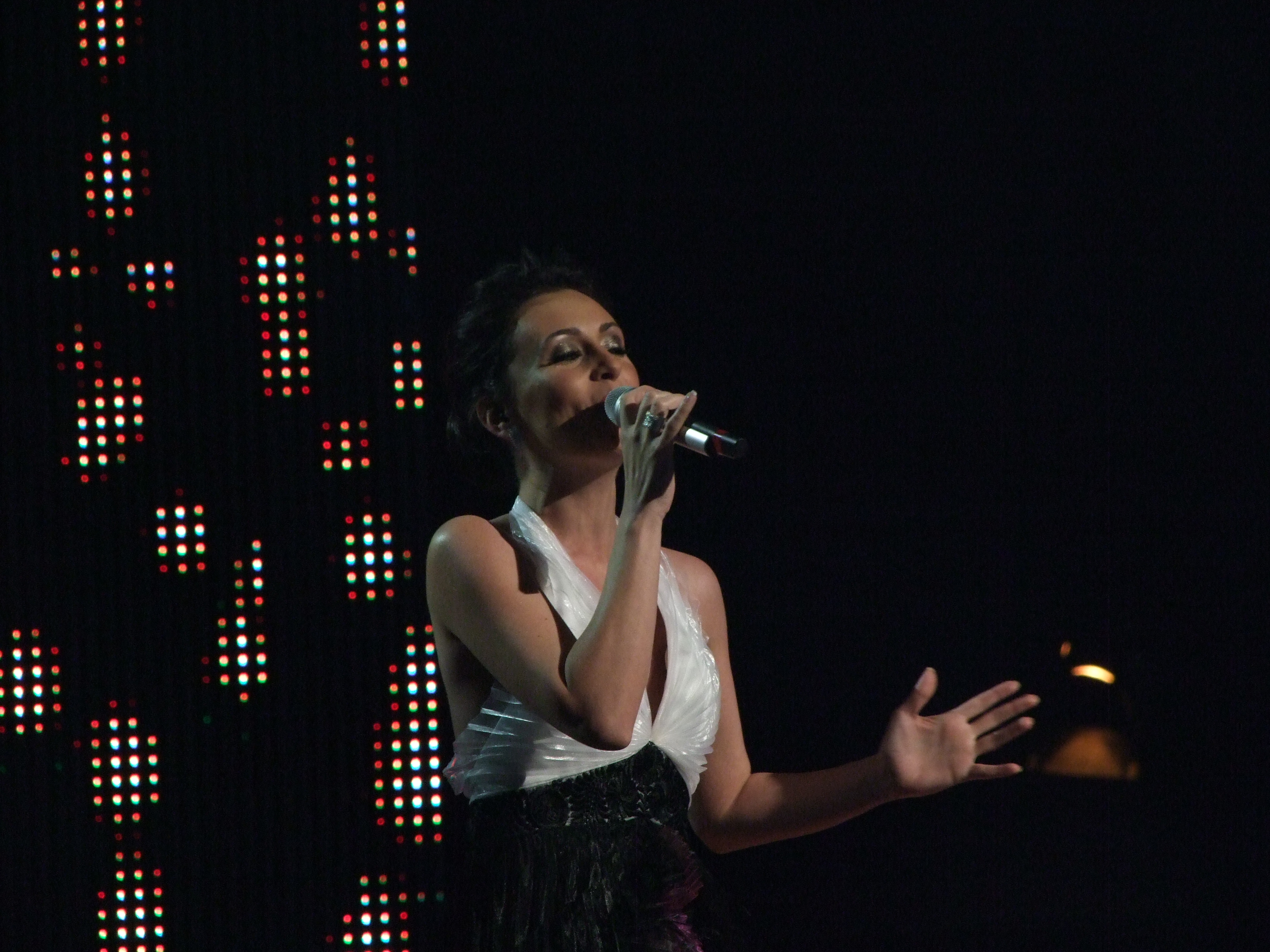
Csézy reprezentuje Maďarsko na Eurovision Song Contest 2008 v Bělehradě s písní Szívverés